# Estefanía (telenovela de 1979)
Estefanía es una telenovela venezolana realizada por RCTV en el año de 1979. Su trama se centró en el gobierno del General Marcos Pérez Jiménez en los años 50. 
Su escritor fue Julio César Mármol, y César Bolívar fue su director y productor. Estefanía fue la primera telenovela transmitida en color en Venezuela (aclaratoria: la primera telenovela grabada en color en Venezuela, fue Doña Bárbara, en 1975, pero no pudo ser transmitida en color en el país porque RCTV, no consiguió el permiso para transmitir programas en color sino hasta 1979). 
Sus protagonistas fueron Pierina España, José Luis Rodríguez, Carlos Olivier y Gustavo Rodríguez.

## Trama
Venezuela, año 1957. Bajo el duro régimen militar vive Estefanía Gallardo una joven de férreos ideales, lucha en la clandestinidad por recuperar la libertad de su padre, quien se encuentra preso en las manos de la cruel Seguridad Nacional, comando liderado por el sanguinario Pedro Escobar. Luis Alberto Seijas, joven afecto al régimen y comprometido en matrimonio con Ana Maria Escobar, hija única de Pedro Escobar, ayuda a Estefanía a escapar y a mantenerse a salvo. Surge una poderosa atracción entre ambos, sin embargo, ella tiene grandes reservas con él al saber de su cercanía con el régimen, pues desconoce que Luis Alberto  es el líder de la lucha clandestina contra la dictadura del General Marcos Suárez Figueres bajo el alias de "El Guácharo". 
Estefanía es víctima del peor de los chantajes: la propuesta de favorecer los bajos instintos de Pedro Escobar a cambio de la liberación de su padre, en poder de la Seguridad Nacional. Su aventura versará entre el amor y el odio, la tensión política esta siempre presente. Estefanía se sabe salvada por Luis Alberto, pero al mismo tiempo cae en las garras de Escobar y pierde en el intento, la inocencia. Luis Alberto vivirá un mundo de confusiones, luchará entre dos amores, creerá que Estefanía se involucró con Escobar, y por eso cambiará incluso hasta sus más profundas convicciones. Una lucha por la justicia, un encuentro profundo con el amor. Salvarse de la traición será el motivo de sus vidas. Luis Alberto tiene que huir del país para no ser capturado por la siniestra Policía Política del Régimen y huye a Colombia. 
Aparece Julio César, un periodista destacado en el Palacio de Miraflores de quién Estefanía empieza a enamorarse. Se descubre que Julio César es el nuevo Guácharo. Estefanía se casa con él, pero sigue pensando en Luis Alberto. Pedro Escobar decide matar a Julio César para que Estefanía sea suya. Finalmente, cuando cae el régimen dictatorial, el General Suárez escapa junto a Escobar y otros.  Manuel Fulvio Lanz, la mano derecha de Escobar es detenido y llevado a juicio por sus crímenes. 
Estefanía, su familia y toda Venezuela celebran el fin de la dictadura. Ella y Julio César son felices por siempre.

## Elenco
- Pierina España - Estefanía Gallardo
- José Luis Rodríguez - Luis Alberto Seijas "El Guácharo"
- Carlos Olivier - Julio César Ordóñez
- Gustavo Rodríguez - Don Pedro Escobar
- Grecia Colmenares - Ana María Escobar
- Amalia Pérez Díaz - Doña Rosalía de Gallardo
- Zulay García - Laura "Lala" Seijas Martínez
- Tomás Henríquez - Manuel Fulvio Lanz
- Carlos Márquez - Padre Juan José Aguas
- Renato Gutiérrez - Horacio Cataldo
- Hazel Leal - Eglée Lanz
- María Conchita Alonso - Silvana Cataldo
- Henry Zakka - Gabriel Seijas Martínez
- Mahuampi Acosta - Mamá Rosa Vda. de Martínez
- Romelia Agüero - Belén Blanco
- Carmen Julia Álvarez - Amanda Carvajal
- Óscar Araujo - Suelaespuma
- América Barrios - Doña María Gracia de Cataldo
- Charles Barry - El mudito Heliodoro
- Julio Bernal - El tuerto Medina
- Laura Brey - Enfermera
- Rafael Briceño - Don Jesús María Seijas "Chuchú"
- Lucio Bueno - Víctor Gallardo
- Arturo Calderón - Don José Francisco Gallardo
- Argenis Chirivela - Antonio Quijada "Quijadita"
- Eduardo Cortina - Querique
- Liliana Durán - Carmela Fuentes
- Pedro Durán - Mano e'goma (Gandica)
- Pedro Espinoza - Monseñor Arias
- Nury Flores - Toña
- Virgilio Galindo - Padre Argemiro Villamizar
- Mauricio González - Rogelio Espinoza "Tarzán"
- Julio Jung - Don Genaro Cataldo
- Pierangeli Llinas - Carmencita Rodríguez
- Karla Luzbel - Julita Blanco
- Agustina Martín - Doña Petra Martínez de Seijas
- Cristóbal Medina - Che María
- Américo Montero - Dr. Ramón Guillén
- Patricia Noguera - Chepina Gallardo
- Erick Noriega - Rafael Contreras
- Jesús Millán - Espuela de Gallo
- Igor Reverón - Bachiller Crespo
- Luis Rivas - General Marcos Suárez Figueres
- Javier Vidal - Raúl Caraballo "Chaquetón"
- Julio Alcázar - Ministro Laureano Vallecillos
- Carlos Villamizar - Dr. Amílcar Gutiérrez
- Hugo Pimentel - Dr. Rufino Carrera / Isidoro Ávila
- Verónica Doza - Ligia Ballesteros
- Felipe Mundarain - Humberto Barraz
- Egnis Santos - Maritza
- Dante Carlé - Don Fortunato Cabrera
- Reinaldo Lancaster - Capitán Hugo Camejo
- Julio Mota - Prof. Carlos Michelena
- Chony Fuentes - Gladys Negrete
- Martha Olivo - Doña Teresa
- Luis Calderón - Don Fermín Ávila
- Virginia Vera - Maruja Raba
- Juan Galeno - Navarrito
- Carlos Flores - Médico forense
- Kiko Fonseca  - Genaro Salinas
- Julio Mujica - Pedro Alfaro "Perucho"
- María Hinojosa - Doña Maniña Calcaño
- Irene Inaudi - Doña María Teresa Calcaño "Maité"
- Pablo Gil - Camacho
- Chiclayano - Esbirro
- Jhonny Carvajal - Margarito Marrero
- Avelino Angulo - Julián Perez/Jiménez
- Lorenzo Henríquez - Bachiller Lorenzo Hernández
- Soledad Rojas - Magaly
- Pedro Lander - Capitán Martínez Fuenmayor
- Balmore Moreno - Capitán Gustavo León Campos
- Roberto Grey - Contraalmirante Wolfgang Irazábal
- Ignacio Navarro - Coronel Teófilo Vásquez
- Carlos Linares - Espejo
- Imperio Zammataro - Veronica
- Enrique Soto - Donald Gudiño
- Gil Vargas - Carlos Bermúdez
- Augusto Mudarra - Osvaldo
- Manolo Vasquez - Portero
- Richard Alexander - Cachito
- Mechita Marcano - Sor Esther / Madre Delfina
- Barbara Mosquera - Enfermera
- Gerónimo Gómez - Aurelio
- Humberto Morao - Capitán Villate
- Edison Atencio - Sargento Mayor
- Lino Garcia
- Richard Bazan - Niño Andres
- Jorge Aldama - Presidente de Elecciones
- Octavio Verenzuela - Preso
- Daniel Clavero - Don Vicente
- Jose Guapuriche - Juan Pablo Aguilar
- Herman Lejter - Amigo del Guacharo
- Julio Tito Torres - Coronel
- Adela Cisneros - Anciana
- Augusto Teran - Jorge Castillo
- Jose Gregorio Albornoz - Coronel
- Jose Moreno Sanchez - Preso
- Marcos Campos - El Taxista
- Ron Duarte - Obrero
- Saul r- Amigo de Victor
- Roberto Pérez - El Picure